# فرودگاه بین‌المللی پونتا پورئا
فرودگاه بین‌المللی پونتا پورئا (به انگلیسی: Ponta Porã International Airport) (به زبان بومی: Aeroporto Internacional de Ponta Porã) یک فرودگاه همگانی مسافربری با کد یاتا PMG است که یک باند فرود آسفالت دارد و طول باند آن ۲۰۰۰ متر است. این فرودگاه در کشور برزیل قرار دارد و در ارتفاع ۶۵۷ متری از سطح دریا واقع شده است.